# Urosigalphus tamaulipas
Urosigalphus tamaulipas är en stekelart som beskrevs av Gibson 1972. Urosigalphus tamaulipas ingår i släktet Urosigalphus och familjen bracksteklar. Inga underarter finns listade i Catalogue of Life.